# Опорув (Лодзинське воєводство)
Опорув (пол. Oporów) — село в Польщі, у гміні Опорув Кутновського повіту Лодзинського воєводства.
Населення — 330 осіб (2011).
У 1975-1998 роках село належало до Плоцького воєводства.

## Демографія
Демографічна структура станом на 31 березня 2011 року:
|          | Загалом | Допрацездатний вік | Працездатний вік | Постпрацездатний вік |
| -------- | ------- | ------------------ | ---------------- | -------------------- |
| Чоловіки | 174     | 46                 | 115              | 13                   |
| Жінки    | 156     | 28                 | 97               | 31                   |
| Разом    | 330     | 74                 | 212              | 44                   |